# Albatron

Albatron-Logo

Albatron Technology Co. Ltd, 1984 als „Chun Yun Electronics“ gegründet, ist ein taiwanischer Hardwarehersteller. Albatron produziert hauptsächlich Grafikkarten mit Prozessoren von Nvidia, seit April 2009 werden aber auch Grafikkarten mit Chips von AMD (ehemals ATI) hergestellt. Des Weiteren bietet das Unternehmen LCDs, Plasmabildschirme und Hauptplatinen für Intel- und AMD-Plattformen an.